# Wojciech Sykała
Wojciech Sykała, né le 27 mars 1994 à Poznań, est un coureur cycliste polonais.

## Biographie
En 2012, Wojciech Sykała participe à plusieurs compétitions en France. En deuxième catégorie, il gagne le Tour de Corse et le Grand Prix de Marcigny. Au mois de novembre, il est recruté par le club de DN2 de Charvieu-Chavagneux Isère Cyclisme.
Il court ensuite en 2014 sous les couleurs de l'ES Torigni. Avec celui-ci, il se distingue en remportant en mars la deuxième épreuve du Maillot des Jeunes Léopards, ainsi qu'une manche du Challenge mayennais au mois d'août. Il décide cependant de retourner courir en Pologne dès l'année suivante.
En 2017, il rejoint l'équipe continentale polonaise Wibatech 7R Fuji.

## Palmarès sur route

### Par année
- 2011
  -  Champion de Pologne du contre-la-montre juniors
- 2012
  - 1rea étape de la Coupe du Président de la Ville de Grudziądz (contre-la-montre par équipes)
  - Classement général du Tour de Corse
  - 3e du championnat de Pologne du contre-la-montre juniors
- 2014
  - 2e étape du Maillot des Jeunes Léopards
  - 1re étape du Challenge mayennais
- 2015
  - Puchar Bałtyku
- 2018
  - 2e de la Horizon Park Race Maïdan
  - 3e du championnat de Pologne du contre-la-montre en duo (avec Kacper Kistowski)

### Classements mondiaux
| Année           | 2018 | 2019 | 2020   |
| --------------- | ---- | ---- | ------ |
| UCI Europe Tour | 963e |      | 1 460e |

## Palmarès sur piste

### Championnats de Pologne
- 2016
  -  Champion de Pologne de poursuite par équipes (avec Tobiasz Pawlak, Borys Korczyński et Adrian Mrówka)